# Erin O’Connor
Erin O’Connor (ur. 9 lutego 1978 w Brownhills) – modelka brytyjska.

## Kariera
Erin została odkryta w 1995 roku w Birmingham przez agencję Models 1. Podpisała kontrakt i zaczęła pojawiać się na londyńskich wybiegach. Z początkiem 1996 roku podpisała międzynarodowe kontakty w Nowym Jorku, Paryżu i Mediolanie. Coraz częściej została angażowana do sesji zdjęciowych (Vogue, Elle, Harper’s Bazaar) oraz do pokazów. W ciągu swej blisko dwudziestoletniej kariery modelki prezentowała kolekcje takich domów mody jak: Chanel, Christian Dior, Givenchy, Jean-Paul Gaultier, Valentino, Christian Lacroix, Versace, John Galliano oraz Marc Jacobs.